# Killiniq Island
Killiniq Island (fr. Île de Killiniq) – wyspa o powierzchni 269 km² w północno-wschodniej Kanadzie, na północnym krańcu półwyspu Labrador, pomiędzy zatoką Ungawa i Morzem Labradorskim.
Na wyspie znajduje się jedyny lądowy fragment granicy pomiędzy kanadyjskimi prowincjami Nową Fundlandią i Labradorem a terytorium Nunavut. Przy północno-wschodnim brzegu wyspy leżą dwie małe wyspy, Cape Chidley Islands.